# IESE
IESE Business School（イエセ）は、スペイン発祥の世界トップランクのビジネススクール。バルセロナ、マドリード、ニューヨーク、ミュンヘン、サンパウロにキャンパスを展開し、グローバルでMBAやエグゼクティブMBAをはじめとする経営者育成プログラムを提供している。校名は「Instituto de Estudios Superiores de la Empresa」の略であり、「イエセ」と読む。
欧州初の2年制MBAプログラムを提供してきたIESEは、知識・スキルだけでなく優れた人格を兼ね備えた真のビジネスリーダーの育成をミッションとしており、学問的な素養だけでなく人格形成・リーダーシップ教育に力を入れたプログラムを開発してきた。多国籍・少人数による議論中心の授業、歴史的にも新興国との深いつながりに特色がある。世界55か国以上から集められた学生達との真に国際性・多様性の高い環境にて、約19か月で400を超えるケーススタディをグループでこなすことが求められる。ケーススタディの開発本数はハーバード・ビジネス・スクールに次いで世界第2位。
グローバルでは、プログラム、国際性及び教授陣の質や教育理念、修了後のキャリアも含めて高く評価されており、ファイナンシャルタイムズによるグローバルMBAランキングでは、2025年に世界第3位（欧州第1位）のMBAプログラムに選ばれている。
IESE東京オフィスに同MBA卒の常駐職員が2名勤務しており、日本での活動が極めて活発である。

## 沿革
1958年にナバーラ大学の大学院として設立され、1964年に米ハーバード・ビジネス・スクールとの提携によって欧州初の2年制MBAプログラムを開始した伝統あるビジネススクールである。ハーバードで開発された授業スタイルであるケースメソッドを受け継ぎ発展させた独自の教育方法を持つことで世界的に有名である。AMBA（MBA協会）、EQUIS（ 欧州品質改善システム）の認証校。
MBAランキングでは常に世界トップランクに位置づけられている。実際、全世界のビジネススクールを同一基準で評価するエコノミスト、フィナンシャル・タイムズ等の主要メディアによるMBAランキング等にて長きに渡り世界トップ10にランクインしてきた。また、エグゼクティブMBAの評価も大変高く、フィナンシャル・タイムズのエグゼクティブMBAランキングでは常に上位に位置しており、Executive EducationのランキングではOpen  ProgramとCustom Programで2024年にそれぞれ世界第2位に選ばれている。
IESEおよびナバーラ大学はカトリック教会の属人区であるオプス・デイを母体として設立された経緯があり、ビジネスの世界でも単なる利益追求ではなく、倫理観や社会貢献を非常に重要視している。それゆえ、ソーシャルビジネス研究では他校の先駆けでもあり、毎年欧州各国のMBA学生、民間企業関係者、政府関係者、NGO/NPOを招いてソーシャルビジネスのフォーラム Doing Good and Doing Wellを開催している。
アントレプレーナーシップ（起業）の研究、起業家育成でも非常に強みをもっており、学内ベンチャーキャピタルファンド FINAVESを有する数少ないビジネススクールである。且つ、投資育成事業そのものが黒字となっているのは、他校と比較し稀有な成功事例の1つとなっている。IESE卒業生は生涯に渡り学内ベンチャーキャピタルの支援を受けることが出来る。
- 1958年: バルセロナにIESEを設立し、初のエグゼクティブ向けプログラムを提供
- 1963年: ハーバード・ビジネス・スクールとの戦略的提携
- 1964年: 欧州初の2年制MBAプログラム開始
- 1967年: 世界各地に十数校のビジネススクールの設立を支援開始
- 1991年: マドリードキャンパス開設
- 1991年: アフリカのグローバルCEOプログラムのパートナーであるナイジェリアのラゴスビジネススクールの設立を支援
- 2002年: サンパウロキャンパスにてエグゼクティブ向けプログラム開始
- 2005年: ハーバード・ビジネス・スクール、CEIBSと共同で中国向けグローバルCEOプログラムを開始
- 2007年: ニューヨークキャンパス開設
- 2015年: ミュンヘンキャンパス開設
- 2019年: フィナンシャル・タイムズによるエグゼクティブ教育ランキングで5年連続1位を獲得（2015年、2016年、2017年、2018年、2019年）
- 2019年: マドリードキャンパスにてMaster in Management開始
- 2019年: ミュンヘンキャンパスにてエグゼクティブMBA開始

## キャンパス
キャンパスはバルセロナ、マドリード、ニューヨーク、ミュンヘン、サンパウロにあり、バルセロナではMBAとグローバル・エグゼクティブMBA（GEMBA）が、マドリードではMaster in Management (MiM)とエグゼクティブMBA (EMBA)が、ニューヨークではグローバル・エグゼクティブMBA（GEMBA）が、ミュンヘンとサンパウロではエグゼクティブMBA (EMBA)が開講されている。

## MBAプログラム
MBAプログラムの学生数は1学年 420人で入学時の平均年齢は29 - 30歳。国際性が重視されているため、学生は世界約55か国から集まっており、一国の学生が20％以上のマジョリティを占めないように設計されている。比較的学生数が多い国としては、日本以外では、スペイン、アメリカ、ブラジル、メキシコ、インド等が上げられる。日本人は例年15名程度が入学している。学生は1年目固定の9人程度のグループに属し、1日に3本、19か月もしくは15か月（夏季インターンシップ期間なし）で400近いケーススタディーをグループ及び70人のクラスで行う。授業はすべて英語で行われるが、学生は希望によりスペイン語の語学クラス及び一定の条件を満たした際にスペイン語での選択授業も学ぶことが出来る。
プログラムの1年次は3学期制になっており、全て必修コースで全24コースある。2年次は2学期制になっており、130科目以上の選択科目から自分の専攻に合わせて自由に選択することができ、コンセントレーション方式により、国際ビジネス、ファイナンス、データ分析・デジタルビジネス、起業・イノベーション、サステナビリティ・レスポンシブルビジネスの５領域のいずれかで一定単位数を取得すると、卒業時にその旨の証明書を取得可能となっている。また、2年次のプログラムはバルセロナだけでなくIESEの世界各拠点で行われるため、学生は真にインターナショナルな経験を積むことが出来る（バルセロナに加えて、ニューヨーク、サンパウロ、メキシコシティ、ドバイ、ナイロビのコースを選択可能）。また、他校での経験を希望する学生は、インターナショナル・エクスチェンジ・プログラムにより世界中のトップスクールに交換留学することができる。30程度の交換留学先のうち主な交換留学先は、次の通りである。
米：ペンシルベニア大学ウォートン、マサチューセッツ工科大学スローン、シカゴ大学ブース、ノースウェスタン大学ケロッグ、 コロンビア大学、カリフォルニア大学バークレー校(UC Berkeley)、カリフォルニア大学ロサンゼルス校(UCLA)、ダートマス大学タック、ミシガン大学ロス等、英：ロンドン・ビジネス・スクール(LBS)、 仏：HEC経営大学院(HEC Paris)、中：中欧国際工商学院(CEIBS)、日：慶應義塾大学大学院経営管理研究科(KBS)

## エグゼクティブプログラム
IESEはエグゼクティブ教育においても非常に高く評価されており、フィナンシャル・タイムズのExecutive Educationのランキングでは2024年にOpen  ProgramとCustom Programでともに世界第2位に選ばれている。プログラムとしては、エグゼクティブMBA（EMBA、一学年約300名 マドリード中心）、グローバル・エグゼクティブMBA（GEMBA、一学年約30名で、通常のエグゼクティブよりも更に年齢層が高め。IESEの世界各拠点を跨いで行われる）、企業向けのエグゼクティブ研修プログラム、グローバルCEOプログラム等を展開している。学校全体として、リーダーの育成及びジェネラルマネジメントにフォーカスしているため、これらのエグゼクティブプログラムにおいてもリーダーシップ教育に力を入れており、実践的かつ社会性、倫理面も備わった独自のプログラムとして大変定評がある。また、米系トップスクールと提携し、経営者向けの教育プログラム：グローバルCEOプログラムにも力を入れており、現在以下の3つの協同プログラムを実践している。
- Global CEO Program A Transformational Journey：ペンシルバニア大学ウォートンビジネススクール、CEIBS、IESEによるエグゼクティブプログラム
- Global CEO Program for China：ハーバード・ビジネス・スクール、IESEによるエグゼクティブプログラム
- Global Finance Program：ニューヨーク大学スターンビジネススクール、IESEによるエグゼクティブプログラム

## グローバルネットワーク
学術提携
グローバリゼーションの進展、ビジネスの複雑化に対応するため、IESEは1990年代初頭から各種プログラム、研究体制の国際化を進めてきた。現在以下のスクールと研究、リサーチ、教育プログラム開発等のアカデミックアライアンスを結び共同研究を行っている。
- ハーバード・ビジネス・スクール
- ハーバード・ケネディスクール
- スタンフォード大学ビジネススクール
- マサチューセッツ大学スローンビジネススクール
- ペンシルバニア大学ウォートンビジネススクール
- ニューヨーク大学スターンビジネススクール
- ミシガン大学ロスビジネススクール
- 中欧国際工商学院 (CEIBS)
- インディアンビジネススクール

IESE New York Center

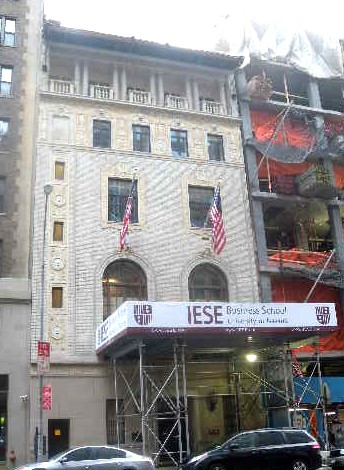
IESE NY Center 165 West 57th St

IESEは、2010年に新しいエグゼクティブ・プログラムをニューヨーク・マンハッタン（165 W 57th Street）にて立ち上げた。プログラム：Institute for Media and Entertainment (IME)は、主にメディア・エンターテイメント・インターネット業界のエグゼクティブ向けに設計されており、ディズニー、グーグル、タイムワーナー等の幹部社員やメディア業界を志望するビジネスパーソンが集まっている。
また、ニューヨーク・センターにて行われているその他のプログラムとしては、Advanced Digital Media Strategies、Branding in Media and Entertainmentがある。また、特定企業向けにカスタマイズされた特別なプログラムや幹部研修も提供されている。
世界各地のビジネススクールへの設立協力（Associated Business School）
IESEは「ビジネスリーダーに対する経営教育を世界規模に普及させる」ことをミッションとして掲げており、このミッションに従ってこれまでメキシコのIPADE、エクアドルのIDE、アルゼンチンのIAE、中国の中欧国際工商学院(CEIBS)などのビジネススクール設立にもIESE方式をはじめとするノウハウを提供し、これらのビジネススクールとのケースの集積や交換プログラムのコーディネーションなどを引き受けてきた。このため、同校はスペイン国内のみならず、ポルトガルや中南米を含むスペイン語文化圏やアジア圏への経営教育において中心的な地位を占めるに至っている。IESEが設立に協力した世界のビジネススクールは以下の通り。（）内は設立年
- Associaçao de Estudos Superiores de Empresa (AESE), Lisbon, Portugal, 1980
- Escuela de Negocios (ESE), Universidad de Los Andes, Santiago, Chile, 1999
- Escuela de Dirección y Negocios (IAE), Universidad Austral, Buenos Aires, Argentina, 1978
- Instituto de Desarrollo Empresarial (IDE), Guayaquil, Ecuador, 1992
- Instituto de Estudios Empresariales de Montevideo (IEEM), Universidad de Montevideo, Montevideo, Uruguay, 1986
- Instituto de Alta Dirección Empresarial (INALDE), Universidad de la Sabana, Bogota, Colombia, 1985
- Instituto Panamericano de Alta Dirección de Empresa (IPADE), Universidad Pan-Americana, Mexico City, Mexico, 1967
- Instituto Superior da Empresa (ISE), Brazil, 1996
- Lagos Business School (LBS), Pan-African University, Lagos, Nigeria, 1991
- China Europe International Business School中欧国際工商学院 (CEIBS), Shanghai, China, 1994
- MDE Business School, Institut de Hautes Etudes (IHE- Afrique), Abidjan, Côte d'Ivoire, 2003
- Escuela de Dirección de la Universidad de Piura (PAD), Peru, 1979
- Strathmore Business School (SBS), Strathmore University, Nairobi, Kenya, 2005
- School of Business Administration, University of Asia and the Pacific, Manila, Philippines, 1995
- Business School, Universidad del Istmo (UNIS), Guatemala, 1977

インターナショナル・アドバイザリー・ボード
経営の国際化を図るため、世界20カ国のビジネスリーダー37名をアドバイザリー・ボードメンバーとして招いている。この中には日本からのメンバーとして、新浪剛史（サントリーホールディングス株式会社代表取締役社長）も加わっている。

## 著名な教授陣
企業・国際戦略
- Pankaj Ghemawat (Global Strategy), ハーバード・ビジネス・スクール最年少教授, 主な著書 「コークの味は国ごとに違うべきか」[1]
- Jordi Canals (Corporate Strategy), IESE元学長・ハーバード大学名誉博士・世界銀行客員研究員, 主な著書「Building Respected Companies」[2]

アントレプレナーシップ
- Pedro Nueno (Entrepreneurship), 学内ベンチャーキャピタルFINAVES及び中欧国際工商学院(CEIBS)の創設者
- Rob Johnson (Venture Capital), 投資家・元ロンドン・ビジネス・スクール教授

財務・会計・経済
- Eric Weber (Accounting), IESE副学長・IESE並びにハーバード・ビジネス・スクール教授議会委員
- Alfredo Pastor (Economics), サンタンデール銀行顧問, 主な著書「Efficiency, Stability, and Equity」[3]

オペレーション・経営工学
- Federic Sabria (Operation), バルセロナ・オリンピック運営顧問
- Rafael Santiago (Managerial Decision Sciences), 元カリフォルニア大学サンディエゴ校教授

## アルムナイ・ネットワーク／著名な修了生
IESEの特色の一つに、強固なアルムナイネットワークが上げられる。世界100ヶ国超に60,000人（日本では300人程度）を超える修了生からなるアルムナイネットワークは、学生生活で培った共通の理念や価値観のもと強固に結ばれており、学生は自由にアクセスすることができる。
- Juan Antonio Samaranch, インターナショナル・オリンピック委員会前議長
- Rafael Villaseca Marco, MBA, IESE - CEO Gas Natural SDG（スペイン最大級のガス・電力会社）
- Javier Robles, PDG (General Management Program) 1990, IESE – CEO, ダノン
- Alfredo Biel Castán, MBA, IESE - CEO, ボンサイ・テクノロジー・グループ
- Ruben Bonet, MBA, IESE - CEO, Fractus
- Andrea Christenson, MBA 1983, IESE - CEO & Owner, Käthe Kruse Puppen GmbH
- Jacobo González-Robatto, E-MBA 1986, IESE – CEO, Berclays Spain
- Luis Hernández de Cabanyes, MBA, IESE – Chairman, Renta Corporación
- Martin Laudenbach, GPMD, IESE – CEO, Almatis, Inc.
- Jordi Mercader Miró, MBA 1969, IESE – CEO and chairman of the board, Grupo Agbar
- Amparo Moraleda Martínez, MBA, IESE – President of IBM Spain, Portugal, Greece, Israel, and Turkey
- Carmen Valera, MBA, IESE - CEO, Burson-Marsteller Spain
- María del Pino Velázquez, MBA 1991, IESE – CEO, Unisono
- Raymundo de Xesus Sanchez, MBA 1999, IESE - Strategic Planning Manager, CEMEX（世界最大級のセメント会社）
- Paco Ybarra, MBA IESE, Co-Head Global Markets, Institutional Client Group, Citi
- Emilio Moreno, Management Development Programme (PDD), IESE - CEO, Softonic（欧州第1位、世界第2位のソフトウェアダウンロードサイト運営会社）
- マルク・コマ - KTMスペイン法人CEO（5度のダカール・ラリー二輪部門優勝者）
- 平木大作 - 参議院議員

## 日本人学生
MBAプログラムの学生数は420名だが、そのうち日本人留学生の数は、現在1学年あたり15名程度。総合商社、投資銀行、コンサルティング、IT、広告、エネルギー、製造業等、幅広いバックグラウンドの学生が学んでいる。これまでの日本人修了生は約300名おり、年数回単位で東京にてアルムナイ・ミーティングが開かれている。